# Olga Sljusarevová
Olga Anatoljevna Sljusarevová (Ольга Анатольевна Слюсарева; * 28. dubna 1969, Červonyj Donec, Ukrajinská SSR) je bývalá ruská profesionální cyklistka.
Na olympijských hrách v Athénách v roce 2004 získala zlatou olympijskou medaili v bodovacím závodě. Je též držitelkou bronzových olympijských medailí z bodovacího závodu na LOH 2004 a silničního závodu jednotlivkyň z olympiády v Sydney.